# Transitionshilfe
| Schweizerische Ostzusammenarbeit | Schweizerische Ostzusammenarbeit | Schweizerische Ostzusammenarbeit | Schweizerische Ostzusammenarbeit | Schweizerische Ostzusammenarbeit | Schweizerische Ostzusammenarbeit | Schweizerische Ostzusammenarbeit |
| Transitionshilfe                 | Transitionshilfe                 | Transitionshilfe                 |                                  | Schweizer Beitrag                | Schweizer Beitrag                | Schweizer Beitrag                |
| -------------------------------- | -------------------------------- | -------------------------------- | -------------------------------- | -------------------------------- | -------------------------------- | -------------------------------- |
| in Mrd. CHF                      | in Mrd. CHF                      | in Mrd. CHF                      |                                  | in Mrd. CHF                      | in Mrd. CHF                      | in Mrd. CHF                      |
| 1990–2006                        |                                  | 3.45                             |                                  |                                  |                                  |                                  |
| 2007–2011                        |                                  | 0.73                             |                                  | 2007–2017                        |                                  | 1.0–1.3                          |
|                                  |                                  |                                  |                                  |                                  |                                  |                                  |

Transitionshilfe, auch traditionelle Ostzusammenarbeit, traditionelle Osthilfe, ist die Bezeichnung für Programme und Fonds der schweizerischen Ostzusammenarbeit die seit 1990 in verschiedenen Ländern Mittel- und Osteuropas (MOE), Südosteuropas und der Gemeinschaft Unabhängiger Staaten (GUS) liefen.
Das Parlament hat bis 2006 mit verschiedenen Rahmenkrediten 3,45 Mrd. CHF „für den politischen, wirtschaftlichen und gesellschaftlichen Wandel“ in Osteuropa und der GUS gesprochen. Sie verfolgt zwei Hauptziele:
- Förderung und Stärkung der Rechtsstaatlichkeit und der Menschenrechte sowie der Aufbau und die Festigung stabiler demokratischer Institutionen.
- Förderung einer wirtschaftlich und sozial nachhaltigen Entwicklung, die auf marktwirtschaftlichen Grundsätzen beruht.

Heute soll sie „demokratische und marktwirtschaftliche Reformen“ in Ländern Südosteuropas (Balkan) und der ehemaligen Sowjetunion (vor allem Südkaukasus und Zentralasien) unterstützen:
| - Bosnien und Herzegowina - Serbien - Montenegro - Albanien - Mazedonien | - Ukraine - Moldawien | - Georgien - Aserbaidschan - Armenien - Usbekistan - Kirgisistan - Tadschikistan |

Der Bundesrat hat am 15. Dezember 2006 den Rahmenkredit IV zur Fortsetzung der traditionellen Ostzusammenarbeit beim Parlament beantragt – 650 Mio. CHF für die Periode von 2007 bis 2011 – und dabei den ursprünglich budgetierten Betrag um 70 Millionen CHF gekürzt, als Kompensation für den Schweizer Beitrag an ausgewählte EU-Mitgliedstaaten.
Das Parlament hat sich mit dem Rahmenkredit IV Ende der Sommersession 2007 befasst. Der Nationalrat hat Mitte Juni 2007 das Budget wieder auf die ursprünglichen 730 Mio. CHF heraufgesetzt. Auch der Ständerat hat diese Erhöhung kurz darauf genehmigt.
Heutige rechtliche Basis ist das Bundesgesetz Ost, das am 26. November 2006 vom Schweizer Stimmvolk angenommen wurde und für zehn Jahre gültig ist. Es hat den befristeten Bundesbeschluss von 1995 ersetzt.